# Homogeniteit (relatie)
Een homogene relatie {\displaystyle (R,X_{1},X_{2},\ldots ,X_{n})} is in de wiskunde een relatie tussen elementen van eenzelfde verzameling X, dus waarvoor geldt: {\displaystyle X_{i}=X\ (i=1,\ldots ,n)}. Homogene relaties koppelen elementen van dezelfde verzameling aan elkaar, zoals in het geval van een binaire relatie door ordening.
Verscheidene auteurs maken geen verschil tussen homogene en mogelijk andere relaties, aangezien elke relatie als homogeen opgevat kan worden. De relatie
{\displaystyle (R,X_{1},X_{2},\ldots ,X_{n})}
kan namelijk ook gezien worden als de relatie
{\displaystyle (R,X'_{1},X'_{2},\ldots ,X'_{n})},
met voor alle {\displaystyle k=1,2,\ldots ,n}
{\displaystyle X'_{k}=\bigcup _{i=1}^{n}X_{i}},